# Ключко Зоя Федорівна
Зоя Федорівна Ключко́ (нар. 20 травня 1933, Піски, Житомирська область — 4 червня 2016, Київ) — український ентомолог, фахівець з совок та інших метеликів, професор (1989), доктор біологічних наук (1986). Авторка близько 200 публікацій, зокрема 16 монографій, одна з них у серії «Фауна України» (1978). Брала участь у створенні перших трьох видань Червоної книги України (1980, 1994, 2009). Описала більше 10 нових для науки видів совок.

## Життєпис
У 1955 році закінчила кафедру зоології безхребетних біологічного факультету Київського університету, після чого поступила в аспірантуру на цю ж кафедру. З 1958 року працювала в лабораторії арахноентомології Київського університету. 1962 року захистила кандидатську дисертацію на тему «Совки (Lepidoptera, Noctuidae) западных областей Украины» під керівництвом О. П. Кришталя. У 1968-1986 роках працювала доцентом кафедри зоології безхребетних. У 1985 році захистила докторську дисертацію на тему «Совки подсемейства Plusiinae фауны СССР (морфо-биологическая характеристика, классификация и родственные отношения)». Протягом 1986-1997 років — професор кафедри зоології Київського університету. З 1997 року працювала старшим і згодом провідним науковим співробітником Інституту зоології НАН України. Протягом декількох останніх років свого життя працювала завідувачкою кафедри біології та методики її навчання Уманського державного педагогічного університету імені Павла Тичини.